# Brisbane Skytower
Brisbane Skytower är en 269,6 meter hög skyskrapa med i huvudsak lägenheter i Brisbane i Australien som färdigställdes 2019. Den 90 våningar höga byggnaden är den högsta i Brisbane, och den sjätte högsta byggnaden i Australien.

## Historia
Skyskrapan föreslogs byggas tillsammans med den cirka hälften så höga byggnaden några kvarter därifrån som ägs av Felicity Hotel Group och kallas Mary Lane.
Byggplanerna godkändes av staden i oktober 2014. I början av 2016 utsågs Hutchinson Builders till byggherrar för projektet.
Genom att skyskrapan byggdes i sektioner kunde inflyttningen i de lägre delarna av byggnaden påbörjas redan under 2017. Byggnaden färdigställdes 2019.

### Vision Brisbane
På samma plats som Brisbane Skytower byggdes fanns det under 2000-talets början planer på att bygga en än högre skyskrapa kallad Vision Brisbane eller bara Vision. Den skyskrapan var tänkt att bli 283 meter hög och inrymma såväl bostäder som kontors- och affärslokaler.
Byggandet av Vision Brisbane påbörjades 2007, men till följd av bland annat finanskrisen 2007–2008 färdigställdes aldrig byggnaden. I samband med översvämningarna i Australien 2010–2011 vattenfylldes det cirka sju våningar djupa hål som grävts för byggnaden på platsen.